# Tell Abyad
Tell Abyad (in arabo تل أبيض‎?, in curdo Girê Spî‎, in turco Tellebyad, in armeno Թել Աբյադ?, in siriaco ܬܠ ܐܒܝܕ) è una città del nord della Siria, parte del governatorato di al-Raqqa, al confine tra Siria e Turchia. Aveva una popolazione di 12 490 abitanti prima della guerra civile siriana, formata da arabi, curdi (35%) e minoranze cristiane (armeni e assiri).

## Geografia

Tell Abyad è il centro amministrativo del sottodistretto di Tell Abyad e del distretto di Tell Abyad.

La città sorge al confine, sul fiume Balikh, ubicata di fronte alla città turca di Akçakale.

## Storia
Durante la guerra civile siriana, Tell Abyad venne conquistata dall'esercito siriano libero il 15 settembre 2012 Successivamente, la città venne conquistata dallo Stato islamico il 12 gennaio 2014 dopo intensi combattimenti. Una volta conquistata, l'ISIS ha giustiziato tra 70 e 100 prigionieri di Fronte al-Nusra e Ahrar al-Sham. La città era quindi un punto di ingresso per i militanti jihadisti che dovevano entrare in Siria.
Alla fine di maggio 2015, le Unità di Protezione Popolare e i ribelli lanciano un'offensiva e conquistano la città il 14 giugno 2015, intrappolando le forze dello Stato islamico.